# Trompeterallee 32 (Mönchengladbach)

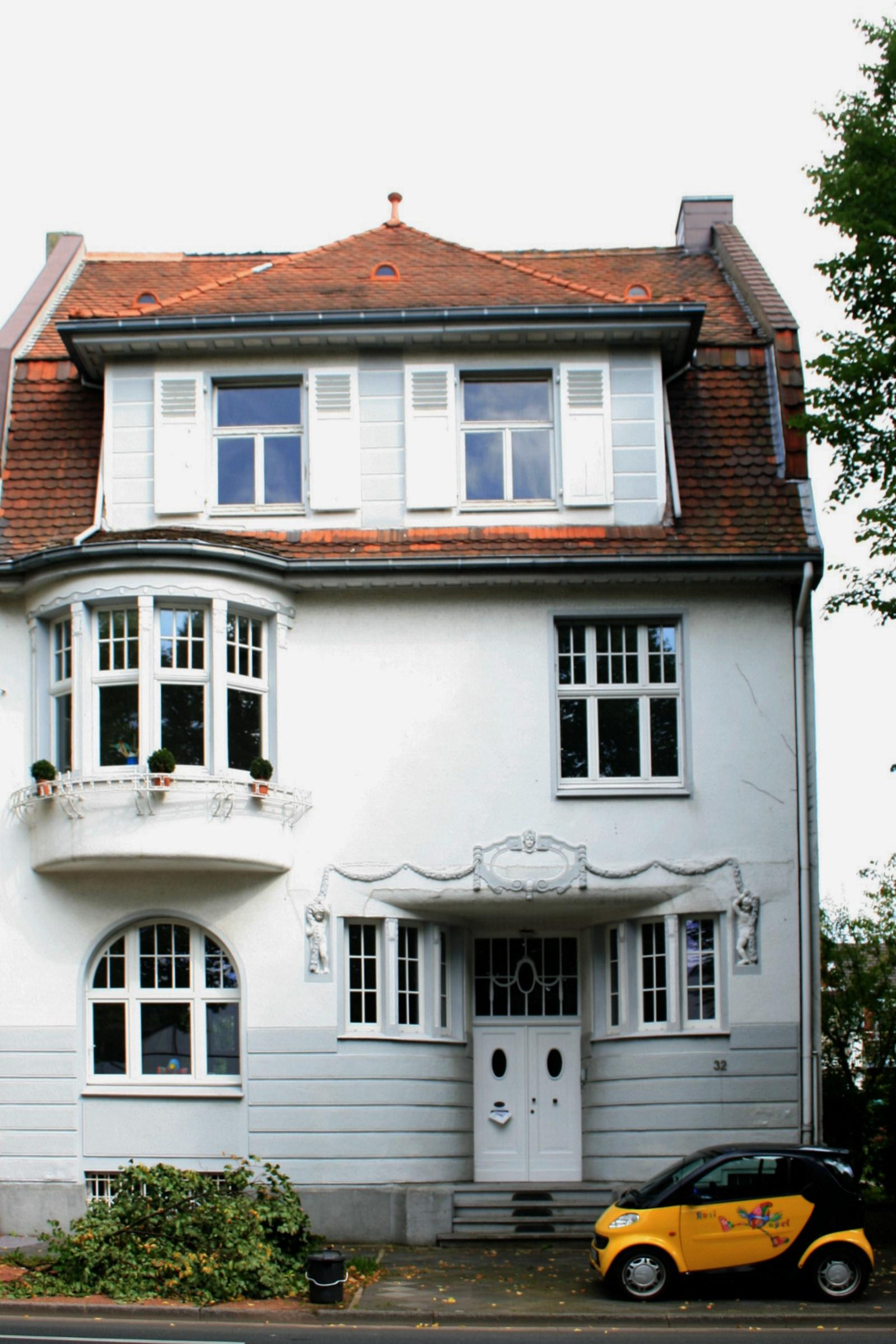
Wohnhaus Trompeterallee 32 (2010)

Das Wohnhaus Trompeterallee 32 steht im Stadtteil Wickrath in Mönchengladbach (Nordrhein-Westfalen).
Das Gebäude wurde 1908 erbaut und unter der Nr. T 010 am 30. Januar 1992 in die Denkmalliste der Stadt Mönchengladbach eingetragen.

## Lage
Das Haus liegt auf der östlichen Seite der Trompeterallee in der Nähe der Kreuzung mit der Poststraße in einem Ensemble historischer Häuser.

## Architektur
Bei dem Objekt handelt es sich um ein traufständiges, zweigeschossiges und zweiachsiges  Wohnhaus mit Mansarddach mit breitgelagertem Zwerchhaus und rundlichem Erker unter Walmdach aus dem Jahre 1908. Das Gebäude ist aus städtebaulichen und architektonischen Gründen als Denkmal schützenswert.